# Rezolucje Rady Bezpieczeństwa ONZ z roku 1966
Stałe miejsca w Radzie Bezpieczeństwa ONZ posiadają:
- Republika Chińska
- Francja
- ZSRR
- Stany Zjednoczone
- Wielka Brytania

W roku 1966 członkami niestałymi Rady były:
- Mali
- Nigeria
- Uganda
- Japonia
- Jordania
- Argentyna
- Urugwaj
- Holandia
- Nowa Zelandia
- Bułgaria

## Rezolucje
Rezolucje Rady Bezpieczeństwa ONZ przyjęte w roku 1966: 
- 220 (w sprawie Cypru)
- 221 (w sprawie Południowej Rodezji)
- 222 (w sprawie Cypru)
- 223 (w sprawie Gujany)
- 224 (w sprawie Botswany)
- 225 (w sprawie Lesotha)
- 226 (w sprawie Demokratycznej Republiki Konga)
- 227 (w sprawie rekomendacji na stanowisko sekretarza generalnego)
- 228 (w sprawie Palestyny)
- 229 (w sprawie rekomendacji na stanowisko sekretarza generalnego)
- 230 (w sprawie Barbadosu)
- 231 (w sprawie Cypru)
- 232 (w sprawie Południowej Rodezji)